# Dianna Cowern
Dianna Leilani Cowern, née le 4 mai 1989 aux États-Unis, est une vidéaste web et médiatrice scientifique américaine.
Elle est principalement connue pour sa chaîne YouTube Physics Girl qui présente des vidéos de vulgarisation sur des sujets de la physique. Avec plus de 1 million d'abonnés en 2019, elle est l'une des figures féminines anglophones de la science sur Internet. Diplômée du MIT, elle est particulièrement impliquée pour attirer les jeunes filles dans les domaines scientifiques et technologiques.

## Biographie

### Enfance et études
Dianna Cowern naît le 4 mai 1989. L'année suivante, sa famille déménage du New Hampshire à Hawaï aux États-Unis, où ils ouvrent un bed & breakfast. En école primaire, elle remporte un concours de peinture pour la couverture du livre scolaire de son année avec une œuvre représentant des exoplanètes et le cosmos. Depuis lors, elle cherche à combiner science et art. En école secondaire, elle est inspirée par Neil deGrasse Tyson et s'intéresse à la communication de la science. Elle réalise alors ses premières vidéos de vulgarisation.
Elle étudie à l'Institut de technologie du Massachusetts (MIT) où elle obtient en 2011 un baccalauréat universitaire en sciences (B.S.) en physique,. Lors de ses études, elle participe à la recherche sur la matière noire au MIT. Une fois son diplôme en poche, elle participe à la recherche sur les étoiles à faible métallicité au Harvard-Smithsonian Center for Astrophysics,.

### Carrière
Elle commence à réaliser des vidéos de vulgarisation scientifique sur YouTube alors qu'elle travaille comme ingénieur logiciel chez General Electric à Foxborough dans le Massachusetts. Son objectif est de rendre la science plus accessible aux filles. C'est alors qu'Adam Burgasser, l'un de ses anciens professeurs du MIT, découvre ses vidéos. Impressionné par son talent de vulgarisatrice, il décide de lui offrir un poste de médiatrice scientifique au Centre d'astrophysique et de sciences de l'espace de l'université de Californie à San Diego. Elle y développe notamment le programme « Beach Physics » (Physique Plage) dont le but est d'intéresser les collégiens et lycéens à la physique en leur faisant découvrir des phénomènes de physique à la plage. Elle travaille également au Reuben H. Fleet Space Theater and Science Center du parc Balboa.
En 2014, elle remporte le prix du Centre Alan Alda pour la communication scientifique (en) de l'université de Stony Brook avec une vidéo où elle explique la physique des couleurs. Peu de temps après, le réseau de télévision public américain PBS lui propose de sponsoriser sa chaîne YouTube Physics Girl. Par la suite, Diana Cowern se consacre à plein temps à sa chaîne YouTube. En parallèle, elle donne de nombreuses conférences dans des universités, des écoles et dans différents évènements. Elle est particulièrement impliquée dans des programmes pour attirer les jeunes filles dans les domaines de la science, de la technologie, de l'ingénierie et des mathématiques (STIM) traditionnellement occupés par des hommes,.
En 2019, elle est classée par le magazine Forbes parmi les 30 personnalités de moins de 30 ans comptant dans le domaine de l'éducation.

### Chaîne YouTubePhysics Girl
Physics Girl est une chaîne YouTube éducative anglophone créée le 21 octobre 2011 présentant des vidéos de vulgarisation scientifique sur des sujets de la physique. Elle compte au 16 septembre 2021 plus de 2 millions d'abonnés et totalise plus de 149 millions de vues pour 183 vidéos postées. Seize vidéos dépassent le million de vues et cinq d'entre elles dépassent les 5 millions de vues : Est-ce que cela vous parait blanc ? (7,2 millions), Incroyables tourbillons dans la piscine (7,2 millions), Comment créer un nuage dans sa bouche (6,3 millions), Pourquoi les volcans d'Hawaï sont si particuliers ? (5,7 millions) et Les machines perpétuelles sont-elles possibles ? (5,1 millions).

### Vie personnelle
En mai 2022, elle annonce qu'elle vient de se marier.
En juillet 2022, elle annonce qu'elle souffre de Covid long. Elle est depuis constamment alitée.
En novembre 2024, Dianna Cowern fait une courte apparition sur sa chaine pour signaler qu'elle ne peut toujours pas se lever de son lit, mais peut désormais avoir quelques activités comme regarder la télévision, lire un peu.